# Wytwórnia Urządzeń Komunalnych WUKO
Wytwórnia Urządzeń Komunalnych WUKO – przedsiębiorstwo powstałe w Łodzi w okresie po II wojnie światowej i będące do 1999 roku przedsiębiorstwem państwowym. Producent wszelkiego rodzaju pojazdów do asenizacji (wywozu szamba), oczyszczania instalacji kanalizacyjnych (np. WUKO typ SCK-1 do czyszczenia kanałów i wpustów ulicznych), piaskarek, solarek, odśnieżarek, pługów. Przedsiębiorstwo wytwarzało także sprzęt do koszenia trawników, glebogryzarki, a także samochody do konkretnych specjalizacji, np. geodezja, pogotowie techniczne, pojazdy do utrzymywania czystości w zależności od pory roku.

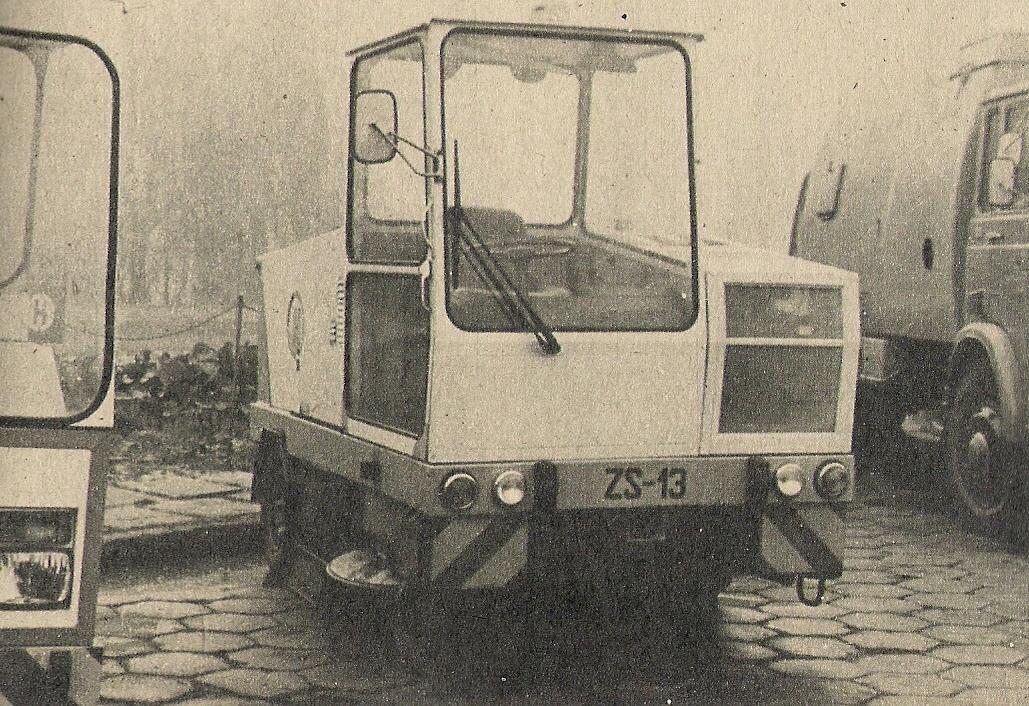
Zamiatarka firmy WUKO

## Historia
Obecne przedsiębiorstwo powstało w Łodzi w okresie po II wojnie światowej. W 1955 r., scalając dwa zakłady rzemieślnicze produkujące na potrzeby miasta, powołano Komunalne Przedsiębiorstwo Taboru i Sprzętu Sanitarnego.
W latach 70. do WUKO włączono również jednostki dawnego przemysłu terenowego w Kaliszu, Lublinie, Stąporkowie i Zduńskiej Woli wraz z kilkoma filiami tych przedsiębiorstw.
W okresie PRL przedsiębiorstwo pełniło nadrzędną rolę z zaspokajaniu potrzeb krajowych w zakresie urządzeń komunalnych.
W 1997 r. przedsiębiorstwo zostało przekształcone w spółkę pracowniczą, która w 1999 r. przejęła majątek dawnego przedsiębiorstwa państwowego.
Podczas Międzynarodowych Targów Ekologicznych w Poznaniu – POLEKO 2005 Wytwórnia Urządzeń Komunalnych WUKO została wyróżniona przez Prezesa Zarządu NFOŚiGW w konkursie na najlepszy wyrób i wdrożone rozwiązanie technologiczne za wielofunkcyjny samochód typu SCK – 5, służący do udrażniania i czyszczenia kanalizacji.

## Metoda WUKO
Metoda WUKO to metoda udrożniania rur pod wysokim ciśnieniem, sięgającym do nawet 200 bar, opracowana przez firmę WUKO Określenie „Metoda WUKO” przyjęło się z czasem jako ogólnopolskie, dlatego WUKO często określa się jako Wodne Udrożnienie Kanalizacji i Odpływów. W metodzie tej stosuje się różnego rodzaju dysze, których końcówki są dobierane w zależności od rodzaju zatoru w instalacji wodno-kanalizacyjnej. Mianem WUKO określa się więc całe pojazdy, które wyposażone są w sprzęt do wysokociśnieniowego udrażniania rur.  

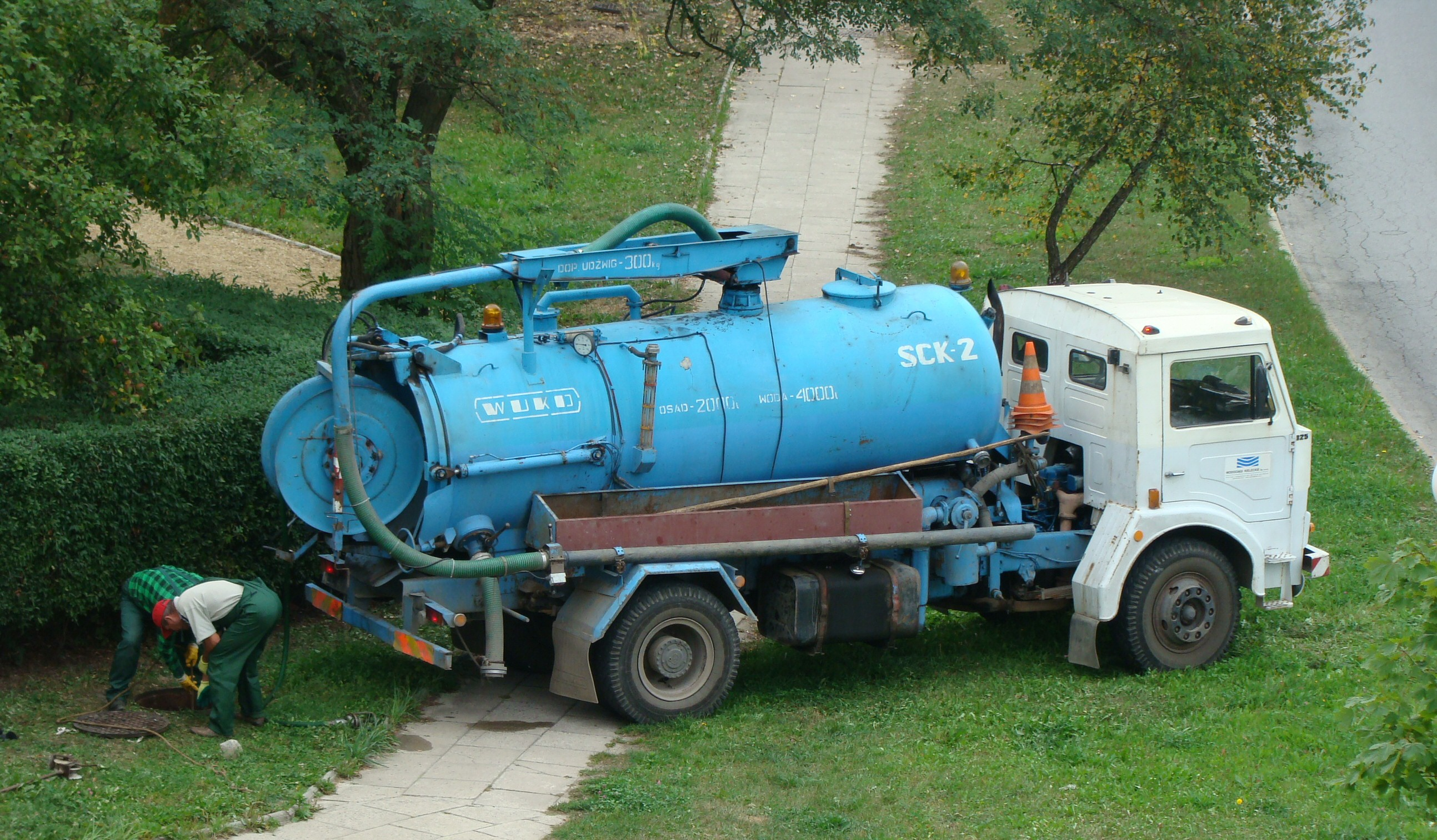
Samochód do mycia wpustów ulicznych firmy WUKO

Spotkać się można również z określeniem WUKO jako metody hydro-dynamicznego czyszczenia rur kanalizacyjnych. Do tej metody wykorzystuje się tylko wodę, która wyprowadzana jest pod bardzo wysokim ciśnieniem za pomocą długiego przewodu zakończonego specjalną dyszą lub głowicą. Metoda ta jest w pełni przyjazna dla środowiska, ponieważ do jej wykonania nie używa się żadnej chemii. Dodatkowo ta metoda jest szybka i bezinwazyjna – zalecana do stosowania wewnątrz starych rur, celem uniknięcia ich uszkodzenia.